# Nicholas Reeves
Carl Nicholas Reeves (ur. 28 września 1956) – angielski egiptolog. Ukończył studia w College of London. Doktoryzował się na uniwersytecie w Durham. 
Pracował jako kustosz Departamentu Zabytków Egipskich w British Museum. Obecnie pełni funkcje kustosza Egipskiej i Klasycznej Sztuki w Eton College w Windsorze i kierownika Amarna Royal Tombs Project w Dolinie Królów

## Publikacje
- Tutanchamon. Król, grobowiec, skarb królewski